# Nero Digital
Nero Digital（ネロ・デジタル）は、独Nero AGおよび仏Atemeが開発しているMPEG-4ベースのビデオ・オーディオコーデックである。

## 概要
Nero DigitalはMPEG-4 ASPおよびH.264のビデオコーデックとAAC-LCおよびHE-AACのオーディオコーデックにMP4コンテナを拡張したフォーマットを利用して、字幕やチャプター、独自のタグ情報や音楽ファイルのギャップレス再生などを実現したフォーマットである。
ビデオコーデックはフランスのAtemeが開発を担当し、オーディオコーデックはPsyTEL AAC Encoderの作者であるIvan DimkovicとFAAC/FAADの作者のMenno Bakkerが担当している。
当初はNero AG製のNero RecodeおよびNero Showtime、Neroからライセンスを受けた製品のみで利用できていたが、gpacをはじめ、FFmpeg、Media Player Classic、Haali Media Splitter、foobar2000、Winamp、Rockboxなどサードパーティ製のツールでも利用可能となっている。
しかし、2009年頃より、Nero AG社自体がこのフォーマットを徐々に利用しなくなってきており、2009年にリリースされたNero AAC Encoder 1.5.1.0では音楽ファイルのギャップレスエンコーディングの方式をiTunes互換のものに変更(後述)、neroAacTag 1.5.1.0ではiTunes互換のメタデータに対応し、デフォルトでこれを使用するという仕様に変更。また、2010年に発売されたNero 10に付属のNero MediaHub(現Nero Kwik Media)ではチャプターの読み込みが廃止され、翌年に発売されたNero 11付属のNero recode 11からはチャプターの書き出し機能を廃止、Nero Digitalのプリセットも無くなった。このように、現在は字幕以外のNero Digital独自の拡張はほぼ利用されていない。
なお、Nero Digitalの開発者であるIvan DimkovicやJim Corbettは2009年にNero AGを退社し、Cinemoを立ち上げた。

## 特徴
- ビデオコーデック
  - MPEG-4 ASP
  - H.264
- オーディオコーデック
  - AAC-LC
  - HE-AAC
  - HE-AAC v2
- 字幕
  - VisualBob型対応

字幕・音声はそれぞれ2トラックずつ格納可能

## 音楽ファイルにおけるギャップレス方式の変容
Nero DigitalのMP4 AACにおけるギャップレスエンコードの方式は、当初ctts atomにエンコーダーディレイの値(Nero AAC Encoderが作る曲の先頭にある無音部分)を、stts atomとmdhd atomのDurationフィールドを使ってエンコーダーパディングの値(Nero AAC Encoderが作る曲の終端にある無音部分)分だけ再生時間を短縮することによってギャップレス再生を実現していた。しかし、Hydrogenaudioのフォーラムでctts atomは動画のb-frame周りで使用するので使わないでくれとのクレームが入ったため、ISOの仕様を逸脱しない方式を採用することを発表した。
そこで新たに採用されたのがNero Digital方式のチャプターを利用し、エンコーダーディレイの値をチャプター情報として記録したものである。なおエンコーダーパディングの処理は従来どおりstts atomとmdhd atomのDurationフィールドを使っている。
このNeroの変更に合わせてFAACもこの方式に変更されたが、FAAD2にはなぜか採用されず、エンコーダーディレイの処理はFAACのエンコーダーディレイ値である1024サンプルをデコード時に削除するという方式が採られた。iTunesもVer.7からNero Digitalのギャップレス再生に対応したが、FAAD2の処理をベースに作られていたためか似たような動作をするが、こちらはNero AAC Encoderのエンコーダーディレイ値である2624サンプルをデコード時に削除するという方式が採られている。
2009年12月17日に発表されたNero AAC Encoder 1.5.1.0では再びギャップレスエンコードの方式が変更された。従来の仕様は全て廃止し、iTunes互換の方式を採用することとなった。
また、2011年に発売されたNero Recode 11ではISO標準の仕様(edts/elstを利用した方式)に変更した。

## 対応製品
- Nero Recode
- Nero Showtime